# کارلوس ویدال
کارلوس ویدال (اسپانیایی: Carlos Vidal‎؛ ۲۴ فوریهٔ ۱۹۰۲ – ۷ ژوئن ۱۹۸۲) یک بازیکن فوتبال اهل شیلی بود.

## تیم ملی
وی همچنین در تیم ملی فوتبال شیلی بازی کرده است.